# ŠK Prakovce
ŠK Prakovce, pełna nazwa Šachový klub Prakovce – słowacki klub szachowy z siedzibą w Prakovcach.

## Historia
Klub powstał w 1956 roku, w 1973 roku podjął rywalizację ligową, a w następnym sezonie awansował do ligi regionalnej. W drugiej połowie lat 70. klub organizował pokazy symultaniczne z udziałem Jána Plachetki i Milorada Kneževicia. W sezonie 2014/2015 zespół zadebiutował w Extralidze, uzyskując wówczas czwarte miejsce. Taki sam wynik klub osiągnął w 2017 roku. W sezonie 2017/2018 ŠK Prakovce zdobył wicemistrzostwo Słowacji, ulegając jedynie ŠK Dunajská Streda. W kadrze drużyny znajdowali się wówczas m.in. Jan Krejčí, Arkadiusz Leniart, Maciej Klekowski, Juraj Druska, Mikuláš Maník i Dariusz Mikrut. W 2020 roku klub zajął trzecie miejsce w mistrzostwach kraju, za Mladostią Żylina i Slovanem Bratysława. W sezonie 2021/2022 zespół ponownie był trzeci, kończąc rozgrywki za ŠK Modra i ŠK Dunajská Streda. W 2022 roku klub wycofał się z rozgrywek Extraligi.
Zawodnikami klubu byli m.in. Łukasz Jarmuła, Maciej Klekowski, Jan Krejčí, Arkadiusz Leniart, Mikuláš Maník, Michał Matuszewski, Dariusz Mikrut, Piotr Nguyen i Štěpán Žilka.